# Harold Pinter
Harold Pinter (London, 10. listopada 1930. – London, 24. prosinca 2008.) je engleski dramatičar i kazališni redatelj. 
Pisao je za kazalište, radio, televiziju i film. Njegovi se rani radovi često povezuju uz teatar apsurda. Dobitnik je Nobelove nagrade za književnost za 2005. godinu.

## Mladost i karijera
Pinter se rodio u londonskoj četvrti Hackney, a roditelji su mu bili Židovi iz radničke klase. Nakratko je studirao na Royal Academy of Dramatic Art (RADA). Kao mladić je objavljivao poeziju, te je počeo raditi u kazalištu kao glumac pod pseudonimom David Baron. Njegova prva drama zvala se The Room (Soba), a premijerno su je izveli studenti na Sveučilištu u Bristolu 1957.
The Birthday Party (Rođendanska proslava) iz 1958. isprva je doživjela neuspjeh unatoč pohvalnoj kritici u listu Sunday Times od strane vodećeg kazališnog kritičara Harolda Hobsona, ali uspješno je zaživjela nakon dobro primljene drame The Caretaker (Nadglednik) iz 1960. Ta dva djela, kao i drugi rani radovi poput drame The Homecoming (Povratak kući) iz 1964., ponekad se nazivaju "komedijama prijetnje". Često krenu od naizgled bezopasne situacije i pretvore je u prijeteća i apsurdna zbivanja zato što se likovi ponašaju na način koji je neobjašnjiv publici, a ponekad i drugim likovima. Taj je stil nadahnuo pridjev "pinterovski". Sva Pinterova djela odaju utjecaj Samuela Becketta, koji je uostalom bio njegov dugogodišnji prijatelj.

## Novi smjerovi
Pinter je počeo češće režirati tijekom 1970-ih, te je 1973. postao pomoćnik direktora britanskog Royal National Theatre. Njegove kasnije drame su kraće i bave se temama koje su više političke, često alegorije političkog terora. Tada se Pinter počeo i javljati u političkim pitanjima, i to kao izraziti ljevičar. Stalno se trudi da javnosti skrene pažnju na kršenje ljudskih prava. Pinterova se pisma često javljaju u britanskim novinama kao što su The Guardian i The Independent.
Pinter je 1985. s američkim dramatičarom Arthurom Millerom otputovao u Tursku, gdje je razgovarao s mnogim žrtvama političkog terora. Na skupu u američkom veleposlanstvu u čast Millera, umjesto konvencionalnog govora, Pinter je govorio o ljudima kojima se genitalije spajaju na struju, pa su ga izbacili. (Miller je u znak potpore izašao s njim.) Pinterova iskustva s tlačenjem u Turskoj i gušenjem kurdskog jezika nadahnula su njegovu dramu Mountain Language (Planinski jezik) iz 1988.
Pinter se usprotivio američkim napadima na Afganistan i Irak. 2005. je objavio da više neće pisati drame, nego će se posvetiti političkom djelovanju. Pinter otvoreno kritizira rat u Iraku, te je javno nazvao Busha masovnim ubojicom i Blaira zavedenim idiotom. Usporedio je Bushovu vladu s Hitlerovom nacističkom Njemačkom, govoreći da SAD želi osvojiti svijet, dok američka javnost i britanski "masovni ubojica" od premijera sjede i gledaju. 
Pinter je također aktivan predstavnik Kampanje za solidarnost s Kubom, organizacije koja podupire režim Fidela Castra na Kubi i član Međunarodnog odbora za obranu Slobodana Miloševića, organizacije koja traži Miloševićevo oslobođenje.
Pinter je 1966. dobio britansko odličje CBE i postao "Companion of Honour" 2002., nakon što je odbio viteški naslov. Podupire koaliciju RESPECT.
Švedska akademija je 13. listopada 2005. objavila da je Pinter dobitnik Nobelove nagrade za književnost za 2005. godinu, rekavši da "u svojim dramama otkriva ponor pod svakodnevnim brbljanjem i silom ulazi u zatvorene sobe terora".
U francuskom veleposlanstvu u Londonu je 17. siječnja 2007. francuski premjer Dominique de Villepin Pintera proglasio vitezom Legije časti.

## Rad na filmu
Pinter je svoj prvi scenarij, za film The Servant (Sluga), napisao 1962. Između ostaloga, napisao je scenarije za filmove The Go-Between (Posrednik) i The French Lieutenant's Woman (Ženska francuskog poručnika). Također je objavio scenarij na temelju Potrage za izgubljenim vremenom Marcela Prousta, koji nikad nije snimljen. Više je Pinterovih drama dobilo filmsku inačicu: The Caretaker (1963.), The Birthday Party (1968.), The Homecoming (1973.) i Betrayal (Izdaja, 1983.). Dvaput je nominiran za Oscara za najbolji adaptirani scenarij ("The French Lieutenant's Woman" -- 1981.; "Betrayal" -- 1983.)

## Osobni život
Pinter je 1977. izazvao skandal kad je ostavio ženu, glumicu Vivien Merchant, s kojom se vjenčao 1956. i koja ga je još voljela, zbog lady Antonije Fraser, najstarije kćeri grofa Longforda i katolkinje, s kojom se vjenčao 1980. nakon razvoda. Merchant je umrla 1982. Neki tvrde da drama Betrayal (1978.) oslikava tu vezu, ali zapravo se zasniva na ranijoj sedmogodišnjoj vezi koju je imao sa spikericom Joan Bakewell.
Nakon toga se javno posvađao s kazališnim redateljem Peterom Hallom jer ga je ovaj opisao kao pijanicu u svojem objavljenom dnevniku, ali poslije su se pomirili.
Poznat je po antiameričkim stavovima, a podržavao je velikosrpski režim Slobodana Miloševića.
Bio je strastven pušač, ali je 2002. bio na kemoterapiji zbog raka grla, pa je otad slaba zdravlja.
Pinter jako voli kriket i predsjeda klubom "Gaieties". Također je počasni suradnik britanskog Državnog sekularnog društva.

## Proza
- Kullus (1949)
- The Dwarfs (1952-56)
- Latest Reports from the Stock Exchange (1953)
- The Black and White (1954-55)
- The Examination (1955)
- Tea Party (1963)
- The Coast (1975)
- Problem (1976)
- Lola (1977)
- Short Story (1995)
- Girls (1995)
- Sorry About This (1999)
- God's District (1997)
- Tess (2000)
- Voices in the Tunnel (2001)

## Poezija
- War (2003)

## Vanjske poveznice
- Službena stranica Harolda Pintera  Arhivirana inačica izvorne stranice od 7. veljače 2009. (Wayback Machine)
- Bio-bibliografija na stranici Nobelove nagrade
- Opsežna biografija i kritički osvrt na stranici British Council for Arts
- Pinter protiv rata u Iraku, prosinac 2002.
- Pinter brani Kubu, 1996.
- Pinter pljuje po "nacističkoj Americi" i "zavedenom idiotu" Blairu
- Harold Pinter u internetskoj bazi filmova IMDb-u (engl.)